# Діошть
Діошть, Діошті (рум. Dioști) — село у повіті Долж в Румунії. Адміністративний центр комуни Діошть.
Село розташоване на відстані 156 км на захід від Бухареста, 38 км на південний схід від Крайови.

## Населення
За даними перепису населення 2002 року у селі проживали 1365 осіб, з них 1364 особи (99,9%) румунів. Усі жителі села рідною мовою назвали румунську.